# Afracantha
Afracantha camerunensis es una especie de araña araneomorfa de la familia Araneidae. Es el único miembro del género monotípico Afracantha. Es originaria de África subsahariana.  Se observó una vez en Venezuela.